# Nexus Polaris
Nexus Polaris è il secondo album in studio dei Covenant (successivamente The Kovenant), pubblicato il 24 marzo 1998 attraverso la Nuclear Blast. Si tratta dell'ultimo album di genere symphonic black metal della band, in seguito avranno un'evoluzione che li porterà verso l'industrial metal.
Ristampato nel 2000 con due remix di New World Order (traccia contenuta nel successivo album) come bonus track.

## Tracce
1. The Sulphur Feast – 4:10
2. Bizarre Cosmic Industries – 5:51
3. Planetarium – 4:02
4. The Last of Dragons – 6:29
5. Bringer of the Sixth Sun – 6:32
6. Dragonheart – 4:52
7. Planetary Black Elements – 5:49
8. Chariots of Thunder – 5:48

## Formazione
- Nagash - voce e basso
- Blackheart - chitarra
- Astennu- chitarra
- Sverd - tastiera
- Sarah Jezebel Deva - voce femminile
- Hellhammer - batteria